# Chaetabraeus chandleri
Chaetabraeus chandleri är en skalbaggsart som beskrevs av Miłosz A. Mazur 1991. Chaetabraeus chandleri ingår i släktet Chaetabraeus och familjen stumpbaggar. Inga underarter finns listade i Catalogue of Life.